# Ministerio de Inteligencia y Seguridad Nacional (Irán)
El Ministerio de Inteligencia y Seguridad Nacional (en persa, وزارت اطلاعات و امنیت کشور), también designado como VEVAK (Vezarat-e Ettela'at va Amniyat-e Keshvar), es la principal agencia de inteligencia de la República Islámica de Irán. Inicialmente fue designado como SAVAMA, abreviación de Sazman-e Ettela'at va Amniat-e Melli-e Iran.

## Historia
La creación del ministerio fue propuesta por Saíd Haŷŷarián al parlamento guiado por el primer ministro Mir-Hosein Musaví, siendo aprobada por el ayatolá Jomeini. El SAVAMA sustituía en sus funciones al antiguo SAVAK de la época imperial y en parte heredaba algunas de ellas. El ministerio se fundó oficialmente el 18 de agosto de 1984. La mayor parte de la información que existe sobre el VEVAK es por medio de los grupos de oposición iraníes, servicios de inteligencia occidentales o a través de desertores.
El entonces SAVAMA jugó un importante papel durante las ejecuciones de prisioneros políticos de 1988.
A finales de 1998 hubo un gran escándalo internacional tras hacerse público que el líder nacionalista Dariush Foruhar y su esposa Parvané Eskandarí, los escritores Mohammad Yafar Puyandé y Mohammad Mojtarí, y Masumé Mosaddeq —nieta del primer ministro nacionalista Mohammad Mosaddeq— habían sido asesinados por agentes del VEVAK. Después de una fuerte presión internacional, las autoridades iraníes hicieron público que Saíd Emamí, viceministro de inteligencia bajo Alí Fallâhián, había sido el responsable de «ejecuciones extrajudiciales». Tiempo después la justicia iraní condenó a muerte a tres de los acusados por los asesinatos.
Desde el 15 de agosto de 2013 dirige el ministerio Seyyed Mahmud Alaví.

## Organización

Mohammad Reyshahri, primer jefe del VEVAK.

Los ministros que han ocupado el cargo han sido:
| N.º | Ministro                    | Periodo                                        |
| --- | --------------------------- | ---------------------------------------------- |
| 1   | Mohammad Reyshahrí          | 14 de agosto de 1984 - 1 de agosto de 1989     |
| 2   | Alí Fallahián               | 1 de agosto de 1989 - 19 de agosto de 1997     |
| 3   | Ghorbanalí Dorri-Nayafabadí | 19 de agosto de 1997 - 19 de diciembre de 2000 |
| 4   | Alí Yunesí                  | 19 de diciembre de 2000 - 2 de agosto de 2005  |
| 5   | Gholam Hosein Mohsení Eyeí  | 2 de agosto de 2005 - 23 de julio de 2009      |
| 6   | Heydar Moslehí              | 5 de agosto de 2009 - 15 de agosto de 2013     |
| 7   | Seyyed Mahmud Alaví         | 15 de agosto de 2013 - actualidad              |